# 教会博士
教会博士（きょうかいはかせ、ラテン語: doctor ecclesiae）は、キリスト教ローマ・カトリック教会において、聖人の中でも特に学識にすぐれ、信仰理解において偉大な業績を残した人に送られる称号。
古代世界において活躍した偉大な4人の教父、
- ラテン教父のアンブロジウス
- ヒッポのアウグスティヌス
- エウセビウス・ヒエロニムス
- グレゴリウス1世教皇（大聖グレゴリウス）

は、早くから教会博士とよばれて尊敬を受けていた。彼らは1295年に時の教皇ボニファティウス8世によって「教会博士」という称号を公式に受けた。
また、先にあげた4人を「西方の四大教会博士」といい、東方教会における三成聖者を含めた次の4人の学識深い聖人を「東方の四大教会博士」という。
- カイサリアのバシレイオス（大バシレイオス・聖大ワシリイ）
- ナジアンゾスのグレゴリオス（神学者グリゴリイ）
- ヨハネス・クリュソストモス（金口イオアン）
- アレクサンドリアのアタナシオス（聖大アファナシイ）

16世紀になるとカトリック教会の中で、偉大な聖性を示した神学者に教会博士という称号が与えられるようになり、現在までにこの称号を受けている聖人は35名に及ぶ（うち女性は4人）。最近、教会博士の称号を受けたのは、1997年にヨハネ・パウロ2世によって贈られたリジューのテレーズ（幼きイエスの聖テレジア）である。24歳で亡くなった彼女は最年少の教会博士でもある。2012年10月7日には、教皇ベネディクト16世により、アビラのヨハネ司祭（16世紀スペイン）とビンゲンのヒルデカルト修道院長（12世紀ドイツ）が新たに加えられた。ヒルデカルトは4人目の女性教会博士である。、教皇フランシスコは、2015年2月21日にナレクの聖グレゴリオを2022年1月21日にリヨンの聖イレネオをそれぞれ「教会博士」として宣言された。

## 教会博士の一覧

### 西方の四大教会博士

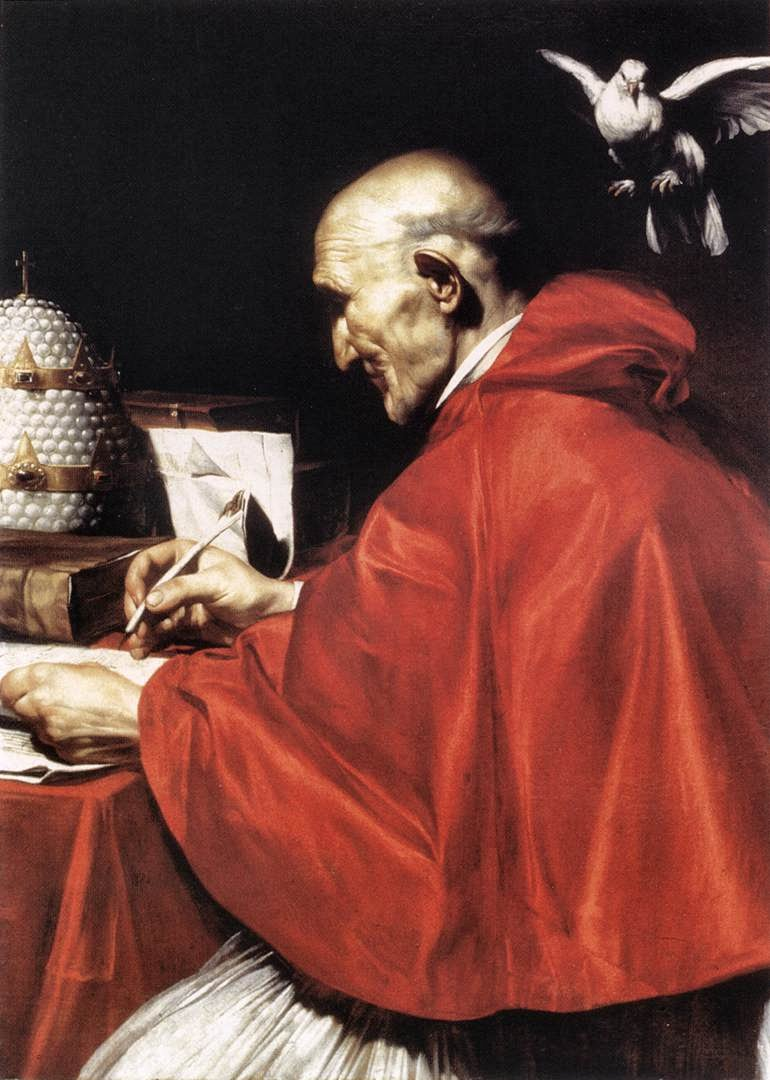
教皇グレゴリウス1世
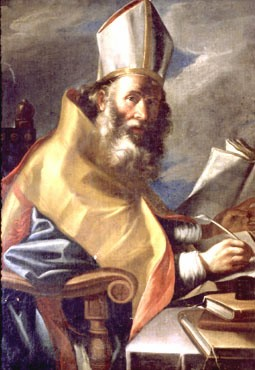
アンブロジウス
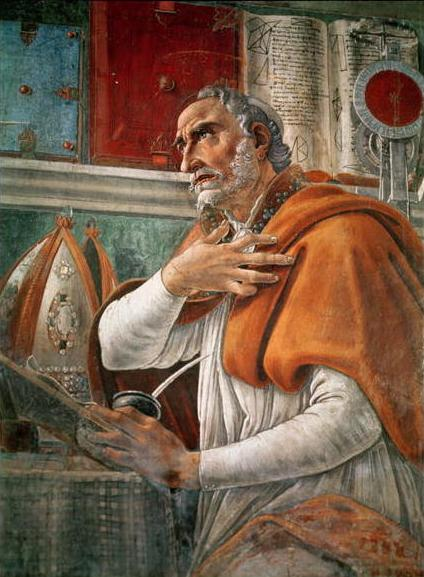
ヒッポのアウグスティヌス
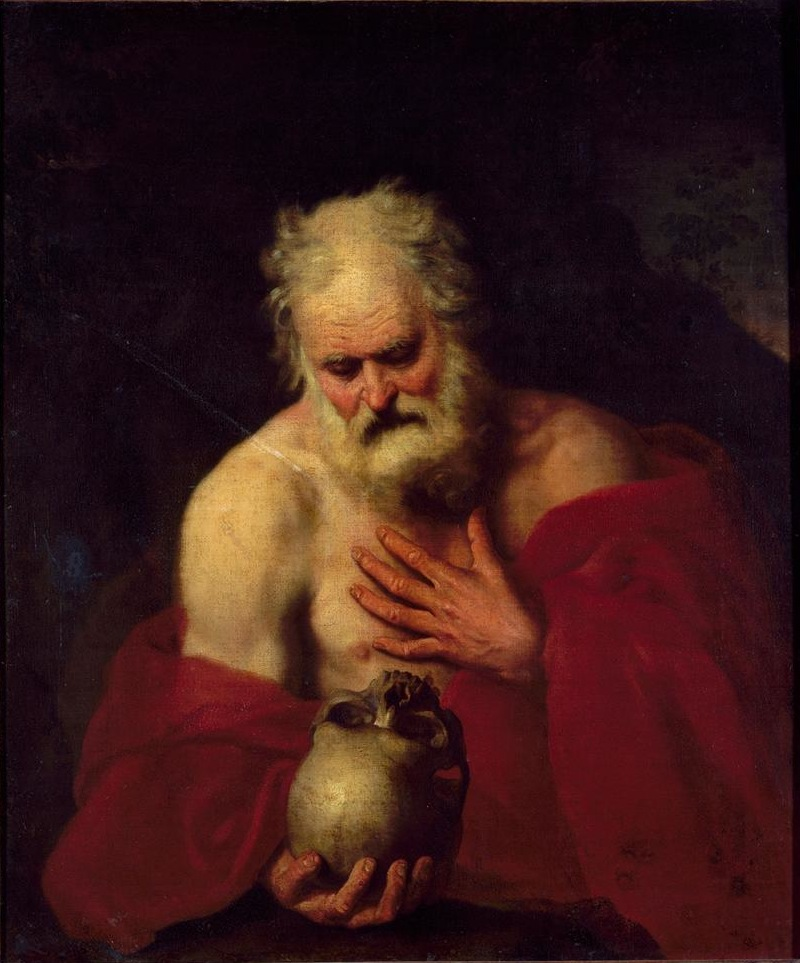
エウセビウス・ヒエロニムス

### 東方の四大教会博士

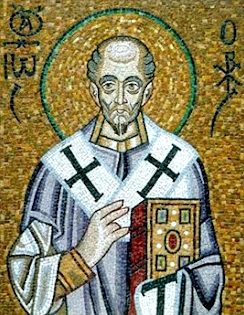
ヨハネス・クリュソストモス （金口イオアン）
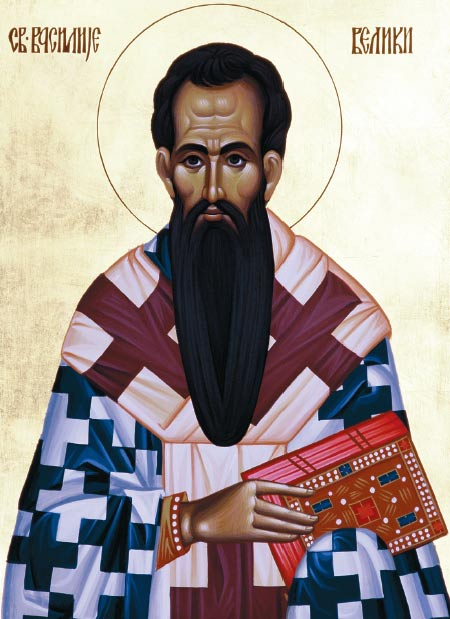
カイサリアのバシレイオス （聖大ワシリイ）
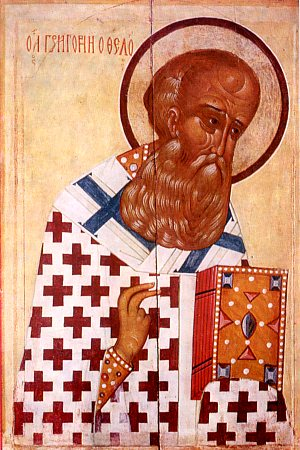
ナジアンゾスのグレゴリオス （神学者グリゴリイ）
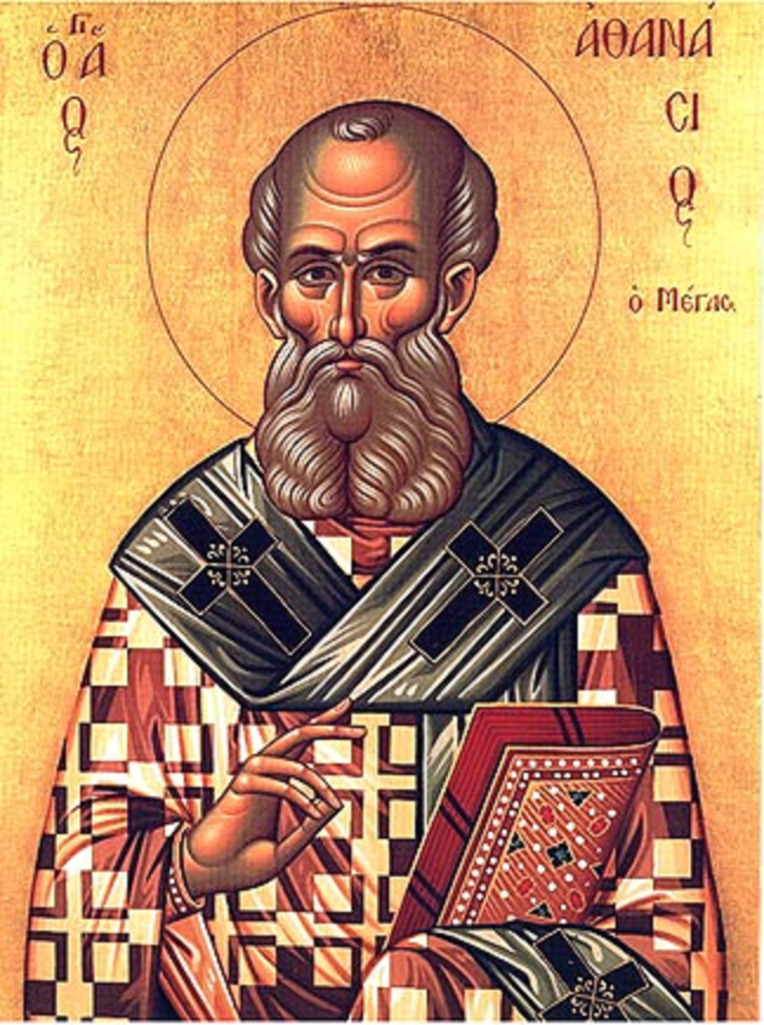
アレクサンドリアのアタナシオス （聖大アファナシイ）

### その他教会博士に列せられた聖者・神学者

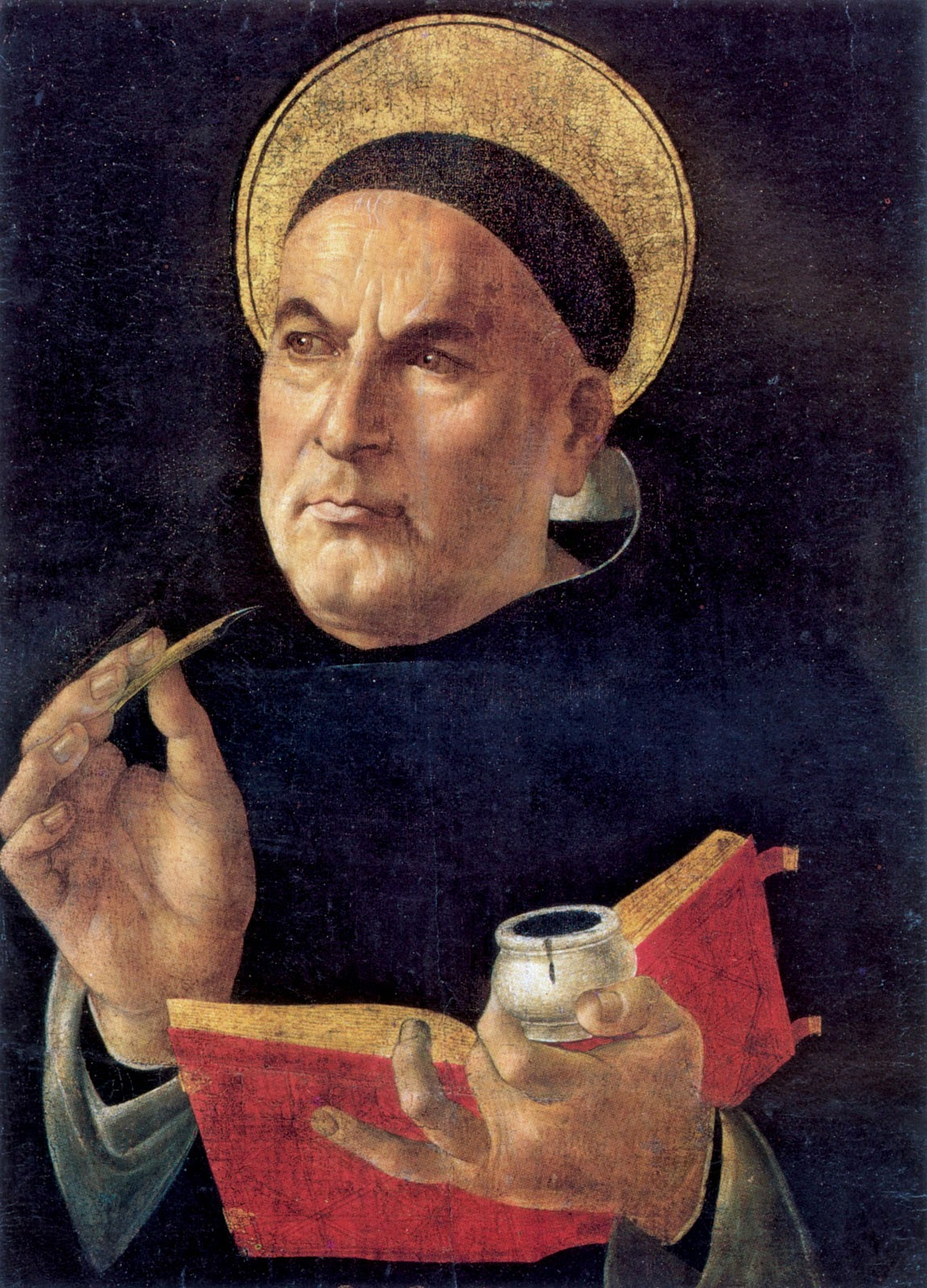
トマス・アクィナス
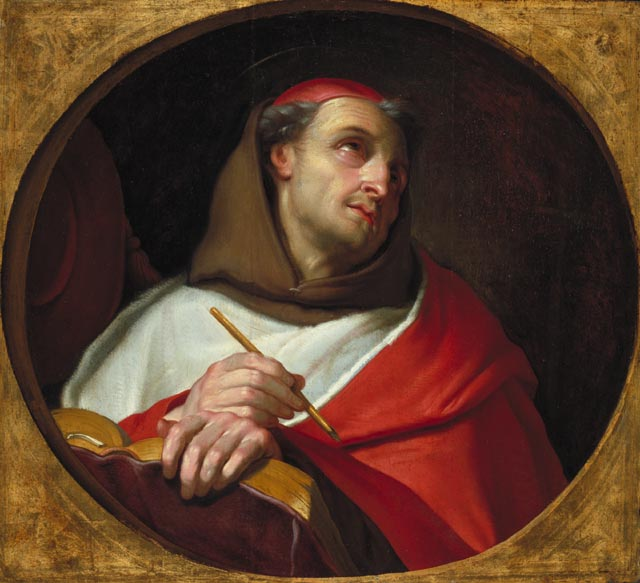
ボナヴェントゥラ
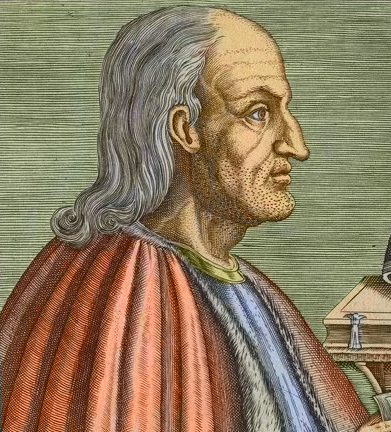
カンタベリーのアンセルムス
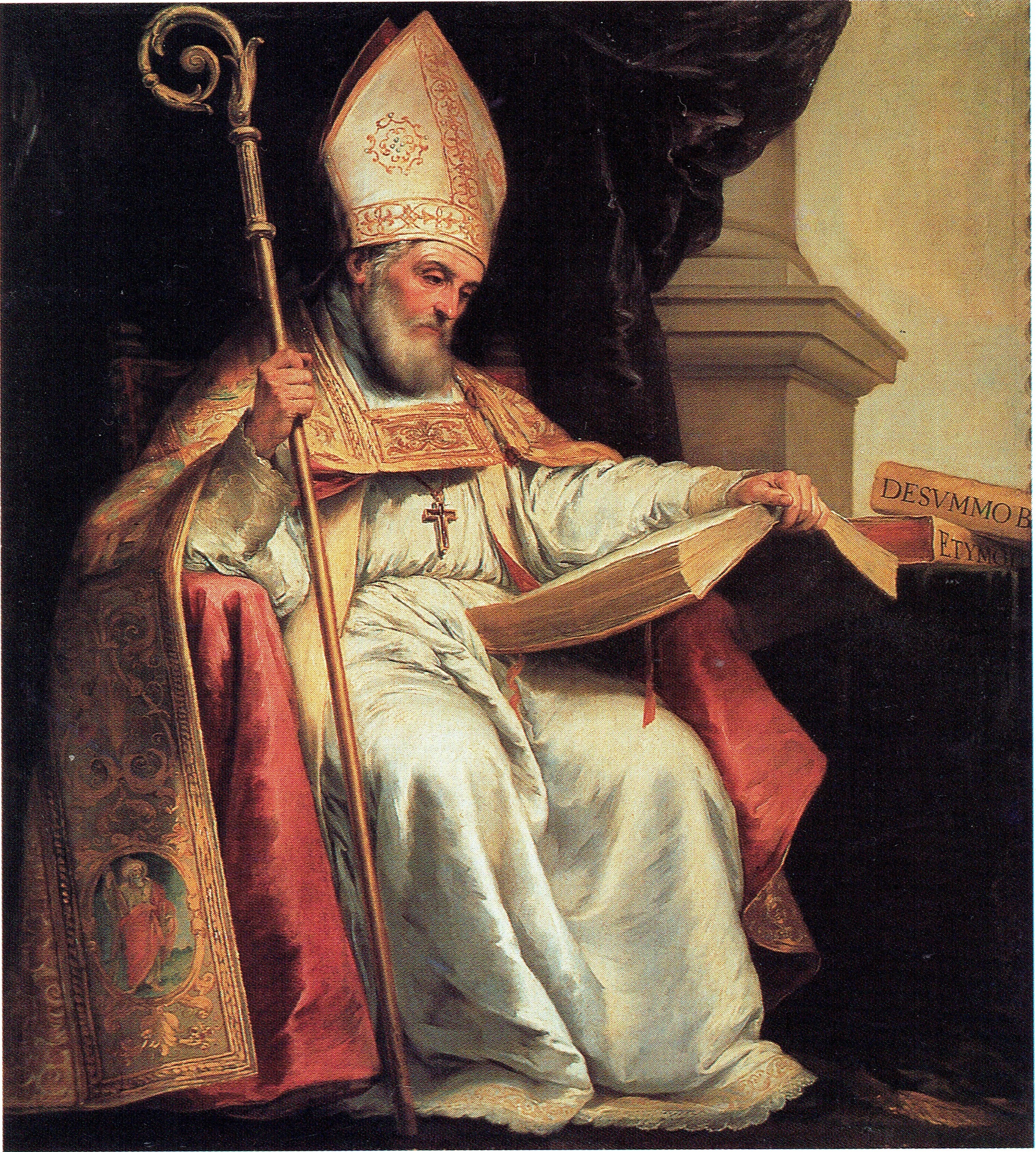
セビリヤのイシドルス
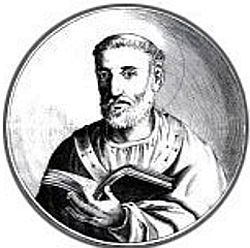
ペトルス・クリュソログス（英語版）
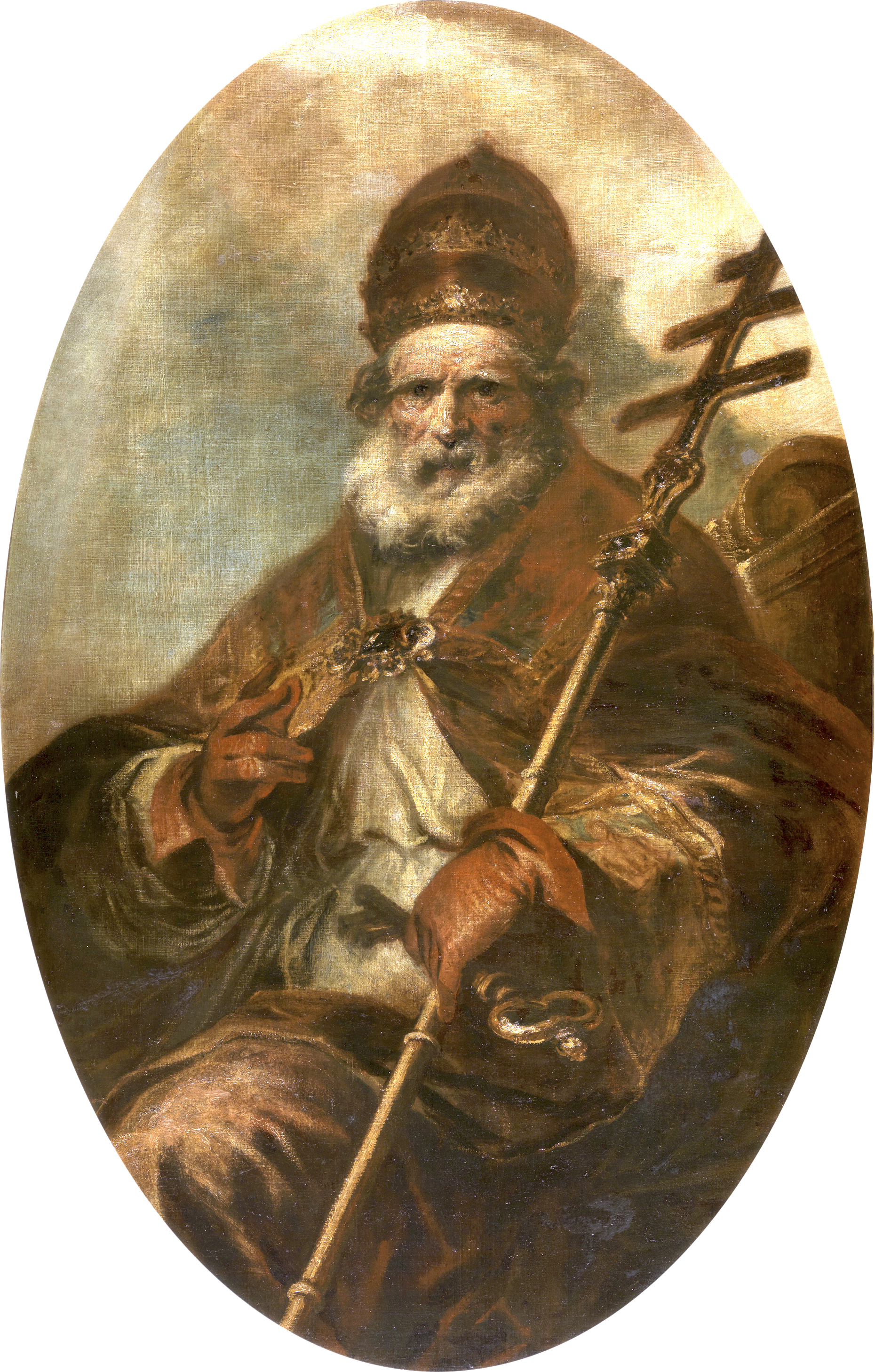
教皇レオ1世
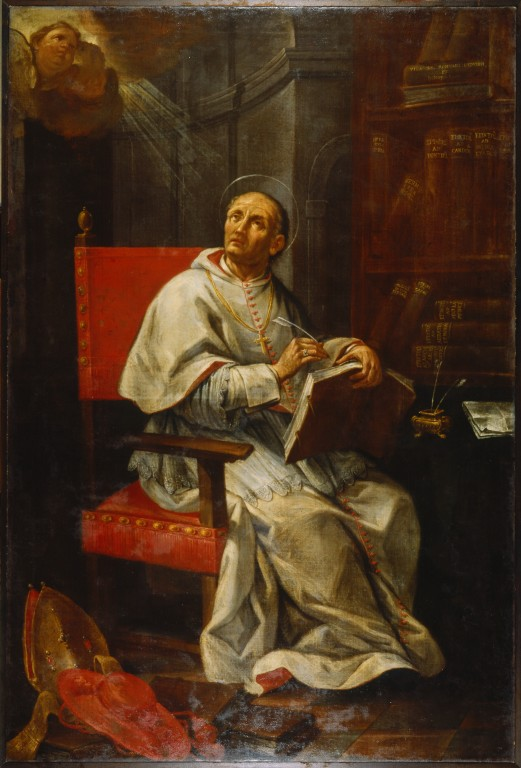
ペトルス・ダミアニ
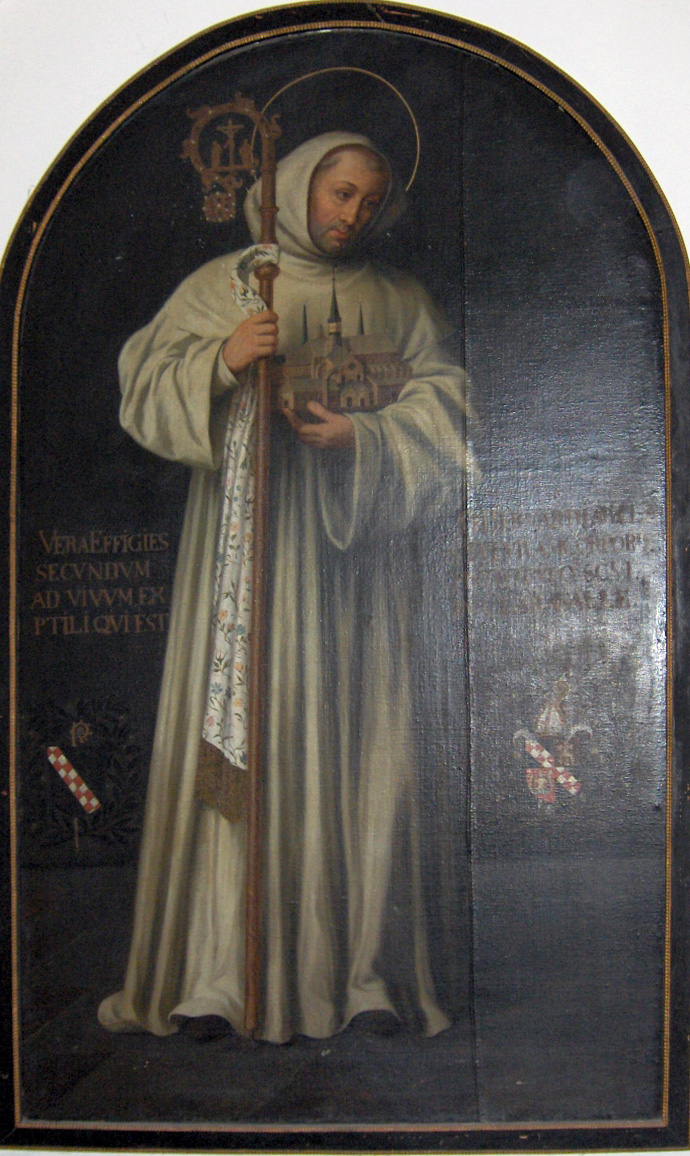
クレルヴォーのベルナルドゥス
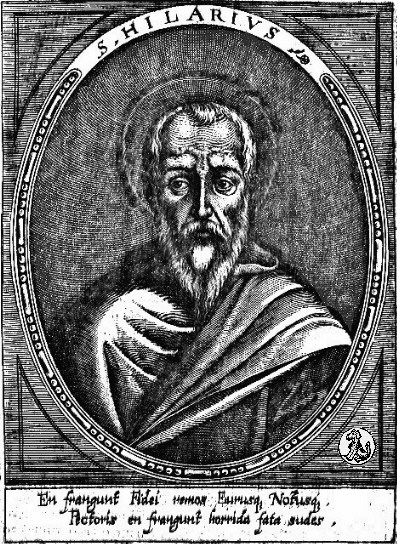
ポワティエのヒラリウス
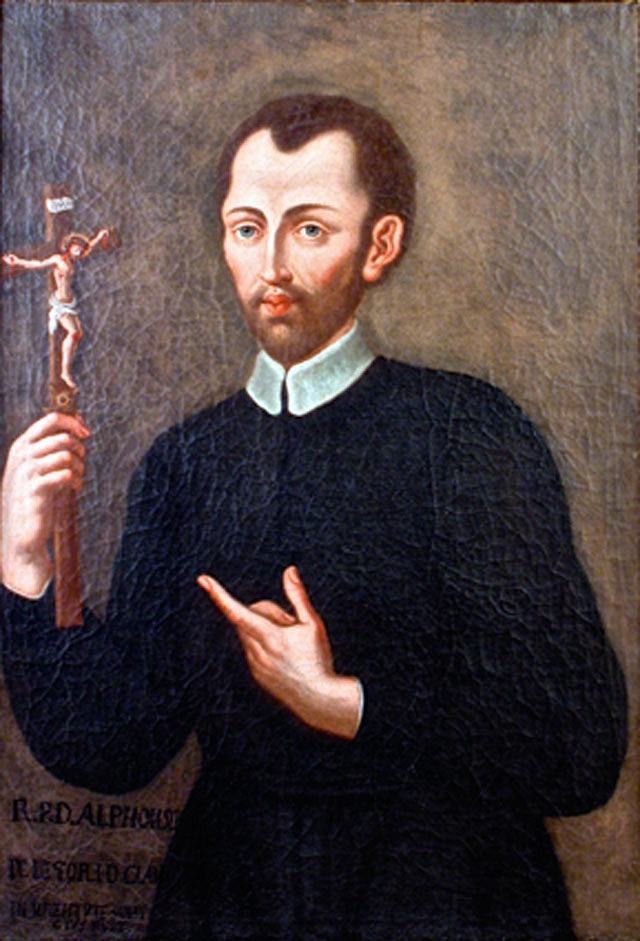
アルフォンソ・デ・リゴリ
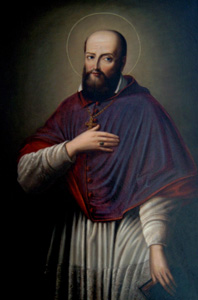
フランソワ・ド・サール
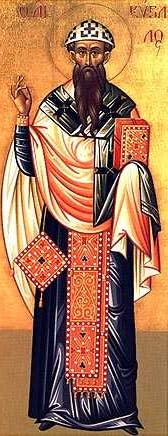
アレクサンドリアのキュリロス
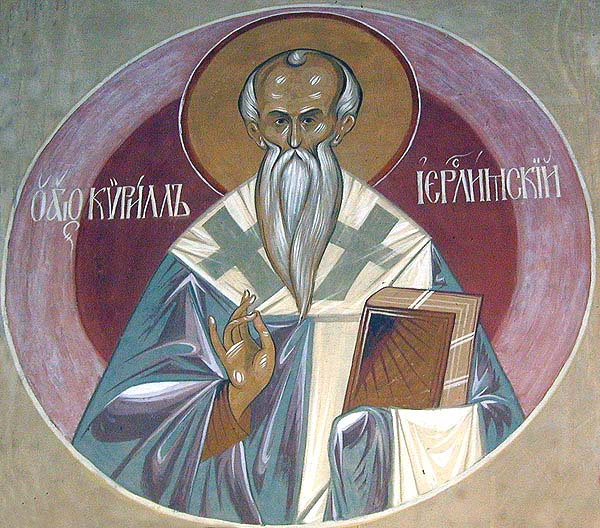
エルサレムのキュリロス
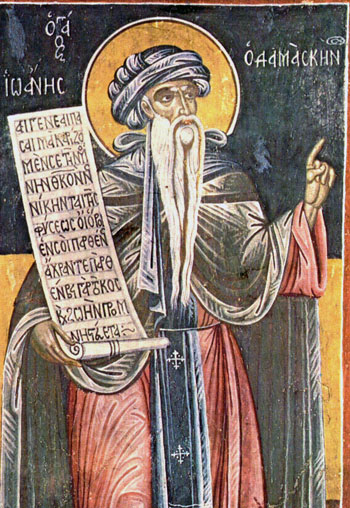
ダマスクスのヨハネ
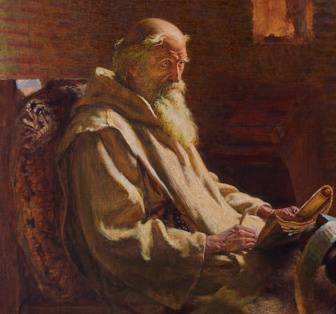
尊者ベーダ
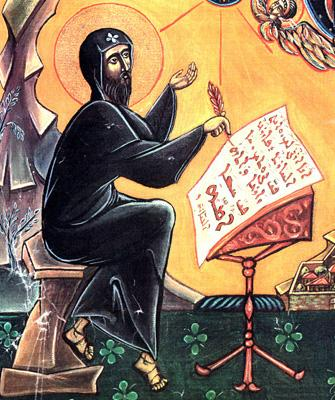
シリアのエフレム
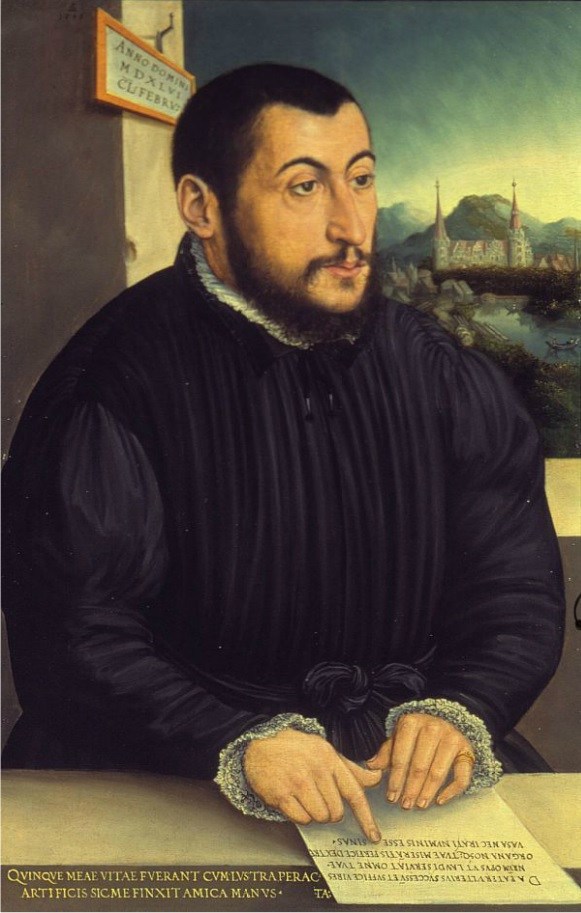
ペトルス・カニシウス
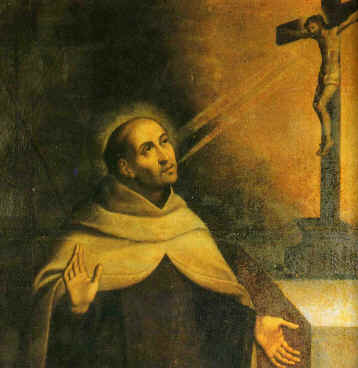
十字架のヨハネ
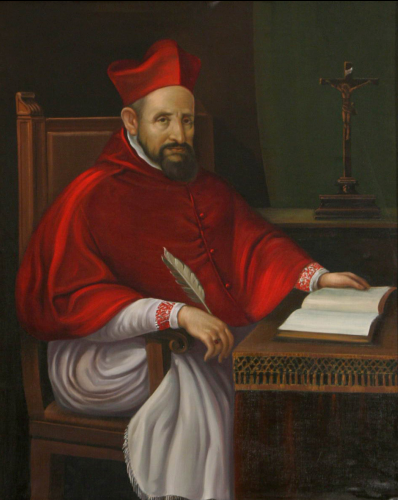
ロベルト・ベラルミーノ
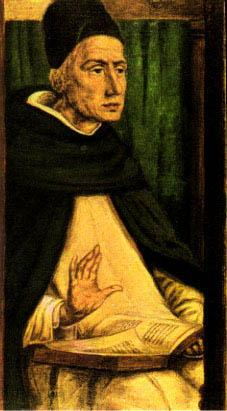
アルベルトゥス・マグヌス
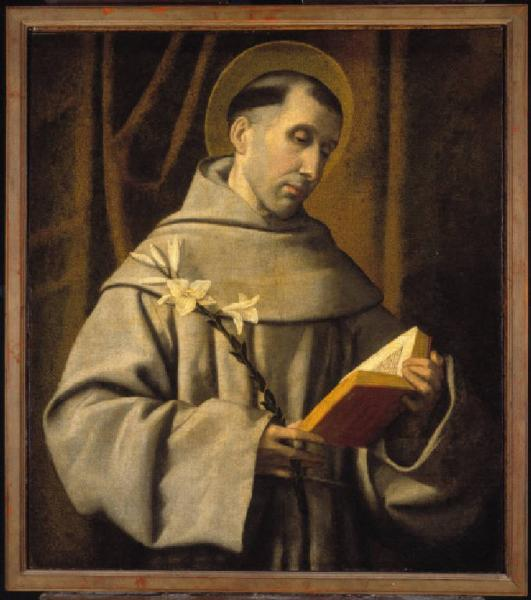
パドヴァのアントニオ
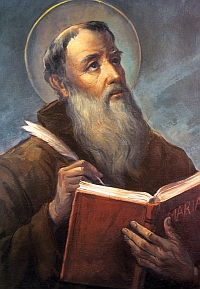
プリンディシのラウレンティウス
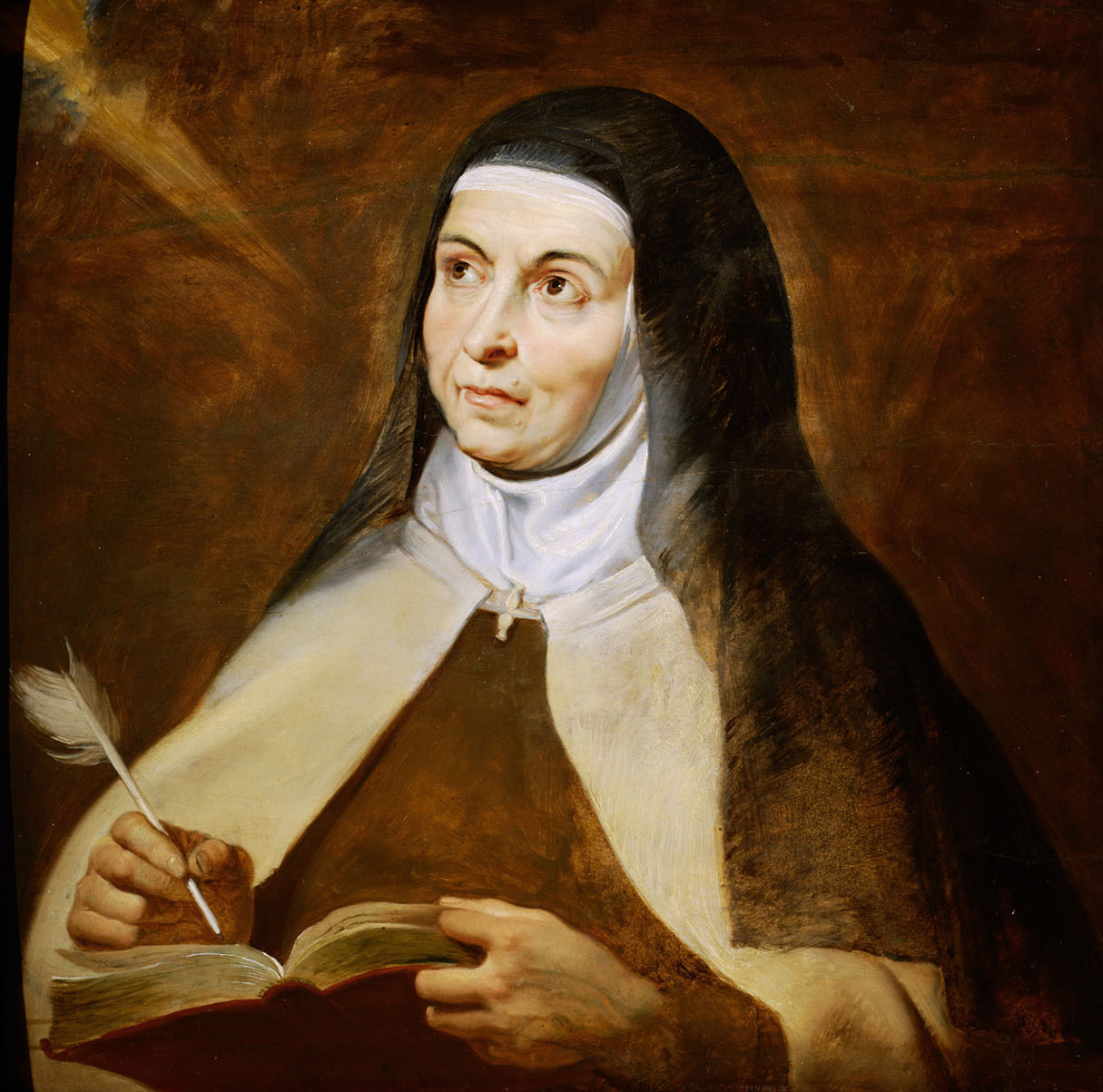
アビラのテレサ
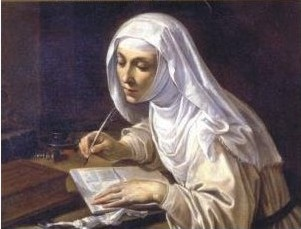
シエナのカタリナ
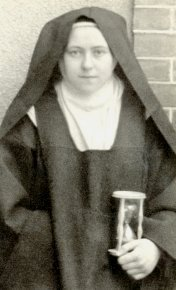
リジューのテレーズ
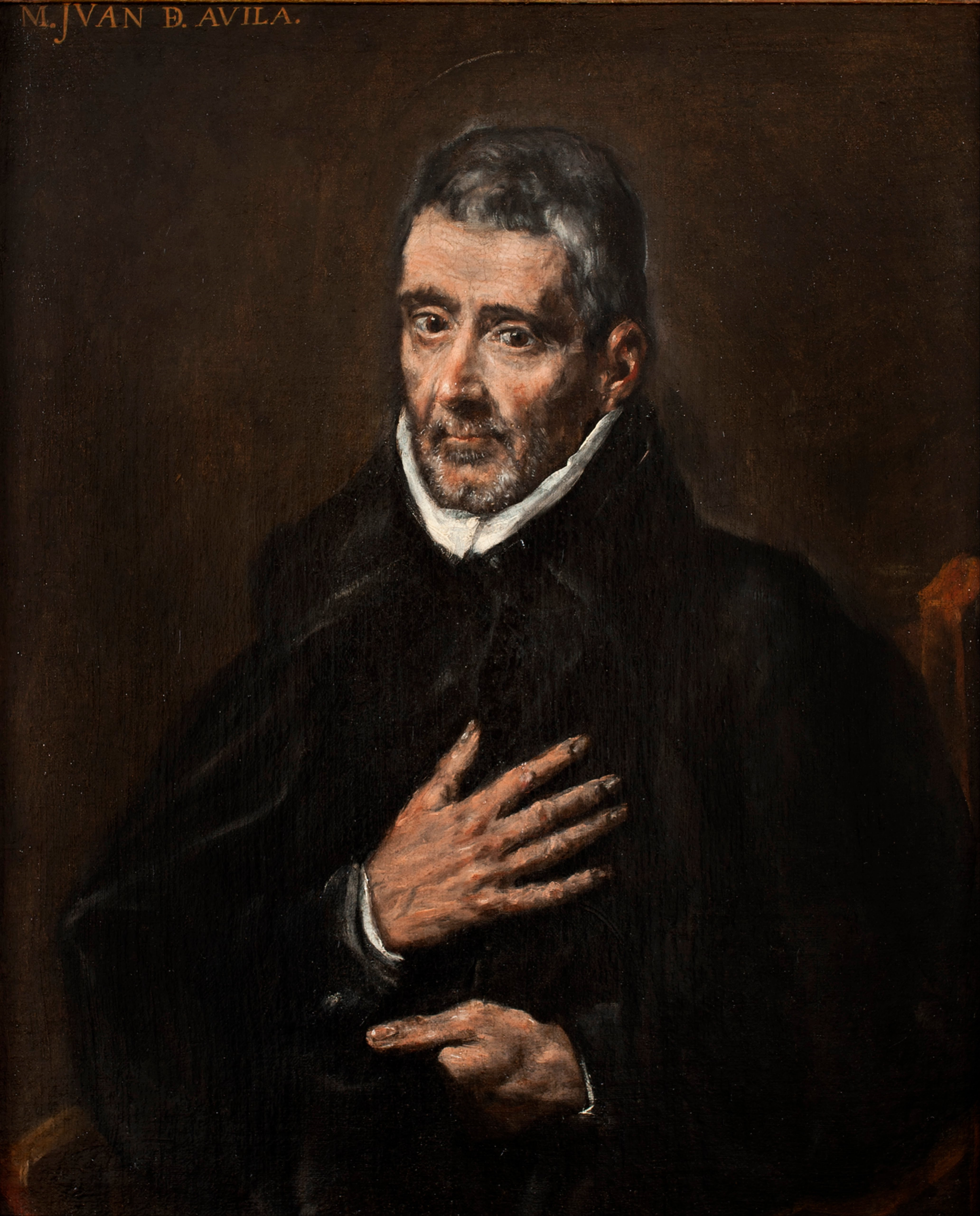
アビラのヨハネ司祭
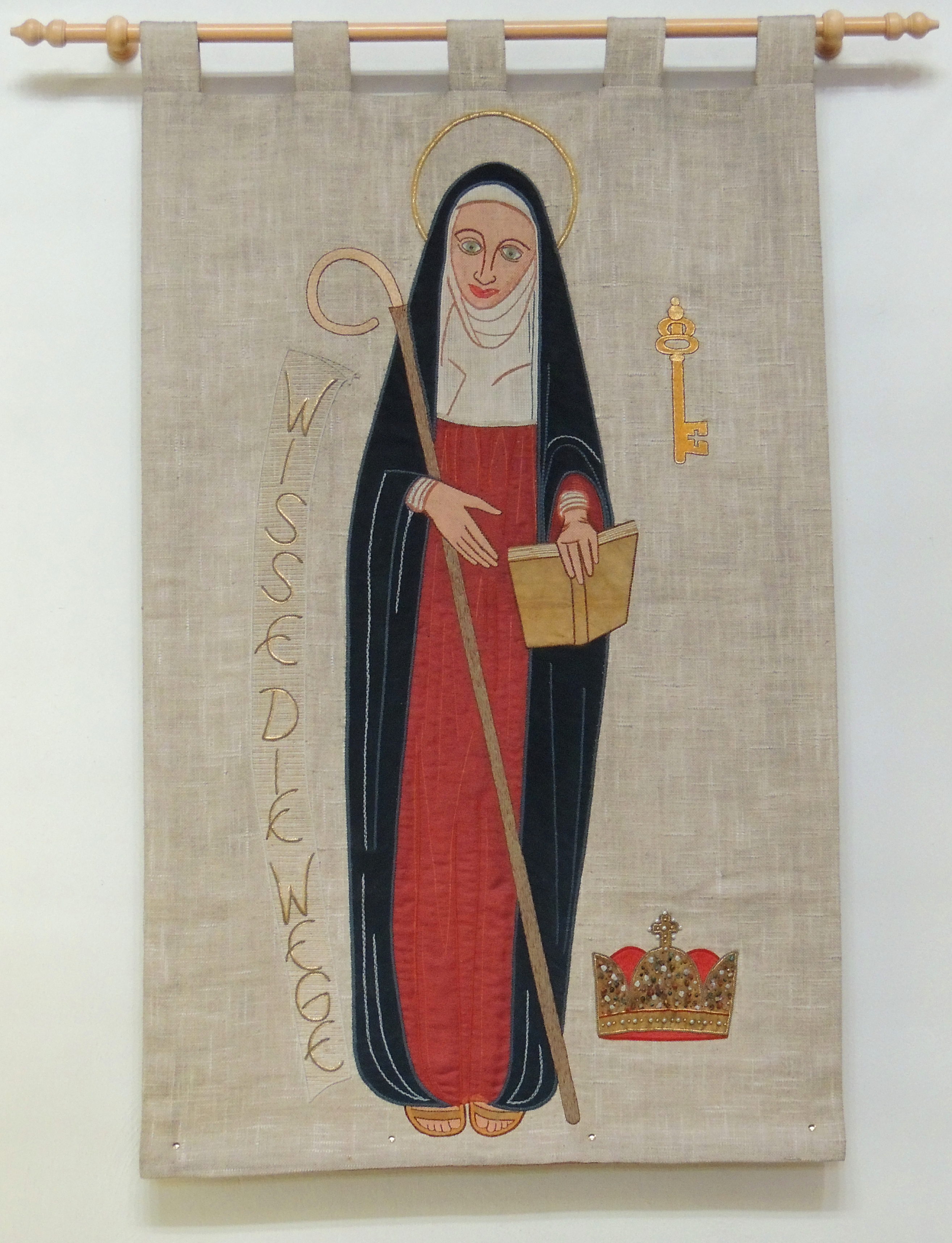
ビンゲンのヒルデガルト修道院長
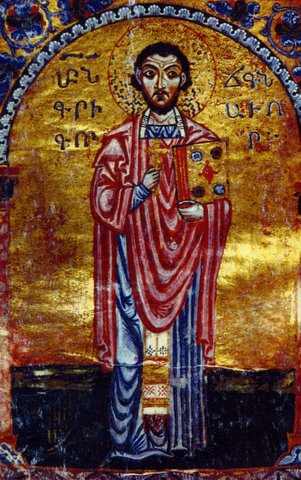
ナレクの聖グレゴリオ（英語版）
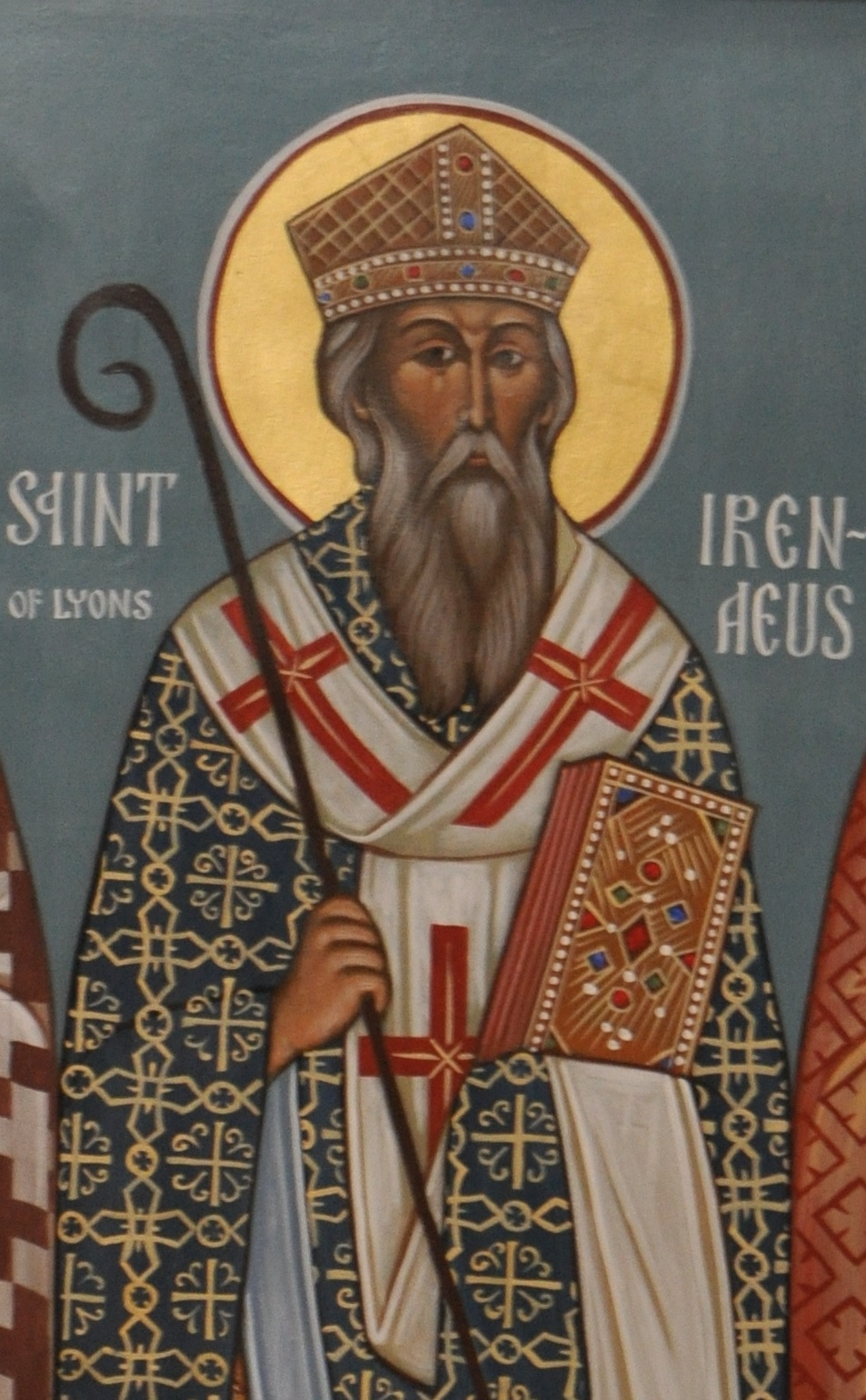
リヨンの聖イレネオ